# Parco nazionale di Isojärvi
Il parco nazionale di Isojärvi (in finlandese: Isojärven kansallispuisto) è un parco nazionale della Finlandia, nelle province della Finlandia occidentale e della Finlandia centrale. È stato istituito nel 1982 e occupa una superficie di 22 km².